# Kingstown (Saint Vincent en de Grenadines)
Kingstown is de hoofdstad, belangrijkste haven en het commerciële centrum van het land Saint Vincent en de Grenadines. De stad is gelegen in het zuidwesten van het eiland Saint Vincent in de parish Saint George, en wordt omringd door steile heuvels. Kingstown is met een inwonertal van 16.500 (2010) de grootste stad van het land en is de belangrijkste plaats voor wat betreft zowel de landbouwindustrie als de haventoegang voor toeristen. 

## Geschiedenis
De huidige hoofdstad Kingstown is gesticht vlak na 1722 door Franse kolonisten. Gedurende 196 jaar was het in Britse handen, waarna het land onafhankelijk werd.
De botanische tuin nabij de stad is een van de oudste op het Westelijk halfrond. Kapitein William Bligh, bekend van de muiterij op de Bounty, heeft in 1793 Broodboomzaden in de tuin gepland.

## Bezienswaardigheden
- De botanische tuin ten noorden van Kingstown
- Fort Charlotte, een Brits fort met uitzicht over de haven van Kingstown
- De St. George's kathedraal
- Het cruiseschip Birth